# Derelicte

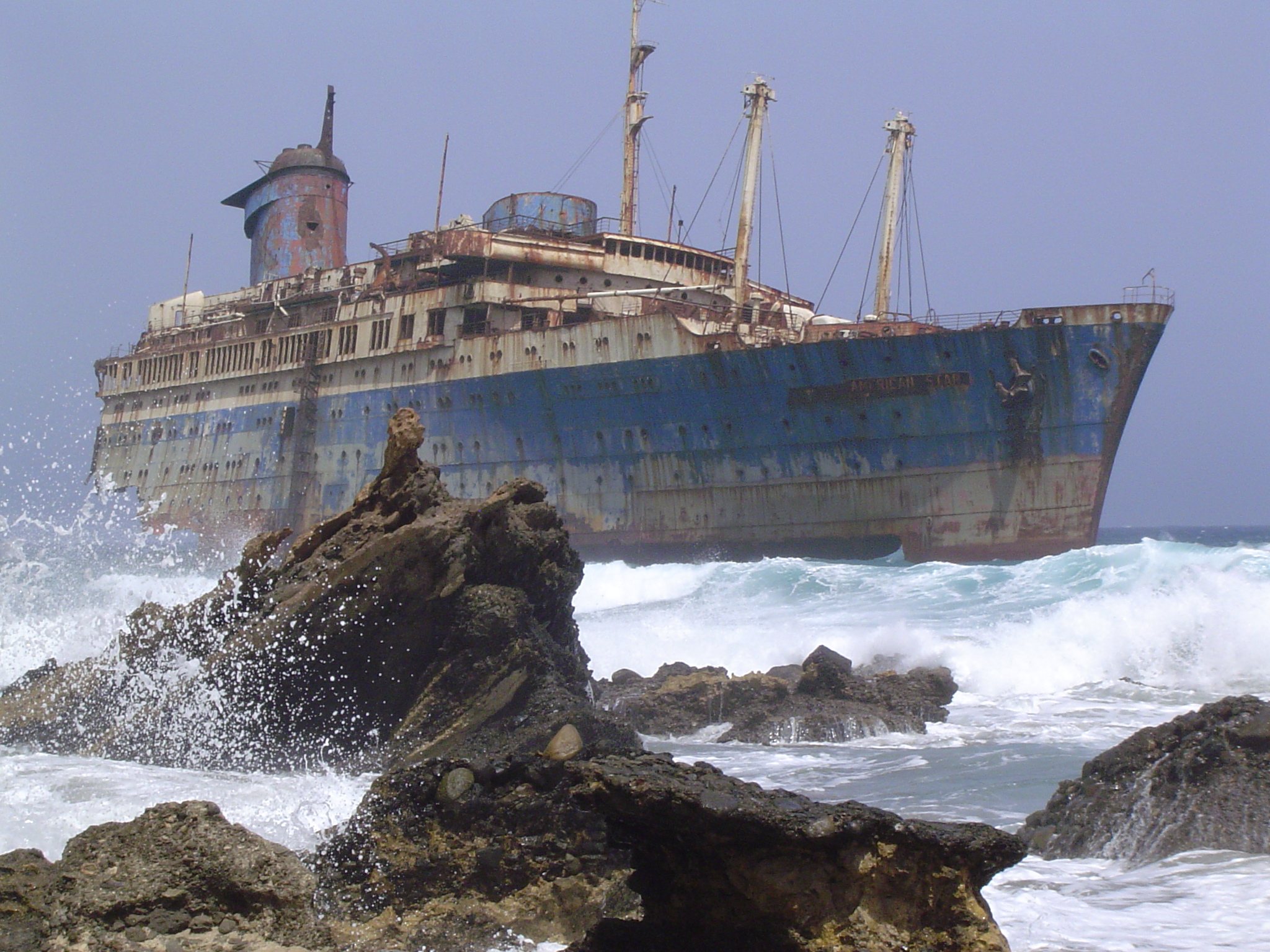
Derelicte semisubmergit de lSS American Star davant de l'illa de Fuerteventura.

S'anomena  derelicte  (del llatí postclàssic  derelictum) les restes d'un artefacte o nau fabricat per l'ésser humà, enfonsat totalment o parcial en una massa d'aigua (el mar, un riu, un llac, un embassament). Un vaixell pot esdevenir un  derelicte  a conseqüència d'un accident marítim, com un naufragi o una catàstrofe natural, però també d'un abandonament o un enfonsament intencional.
Els derelictes més corrents són navilis naufragats, però també hi ha nombrosos derelictes d'aeronaus o de vehicles terrestres que han acabat enfonsats.
Els conflictes armats són l'origen d'un gran nombre de restes a les zones de combat, com és el cas de l'atol de Truk. En altres ocasions es tracta d'artefactes absolutament insòlits, com és el cas dels carros de combat i altres vehicles militars llançats per l'exèrcit egipci a les aigües de la mar Roja per evitar que aquest material bèl·lic caigués en poder de l'exèrcit israelià i que actualment es poden contemplar a pocs metres de profunditat al litoral de la península del Sinaí.

## Els derelictes i el patrimoni cultural subaquàtic
D'acord amb la UNESCO, «unes restes no són només la càrrega d'un vaixell, sinó també les restes d'un navili, de la seva tripulació, dels seus passatgers i de les seves pertinences». Així, doncs, el concepte de vaixell inclou no només les restes d'una embarcació i de la seva càrrega, sinó també totes les restes històriques i culturals que es trobin en el seu entorn. En un sentit ampli, s'hi inclou tota l'obra portuària, les deixalles industrials o de qualsevol mena, objectes abandonats i altres restes submergides o semisubmergides que aportin informació rellevant de l'activitat humana en un entorn geogràfic i històric determinat. Per tant, un derelicte s'ha de considerar un element arqueològic subaquàtic.
Els derelictes formen part del patrimoni cultural subaquàtic, per això de vegades aquesta mena de restes poden constituir un jaciment arqueològic important, ja que permeten l'estudi de la construcció dels vaixells de cada època i de les diferents rutes marines que se seguien al llarg de la història, així com de la forma de vida dels habitants d'una zona del planeta en una època determinada. Sovint se'n pot trobar la situació en les cartes nàutiques marines.

## Derelictes famosos

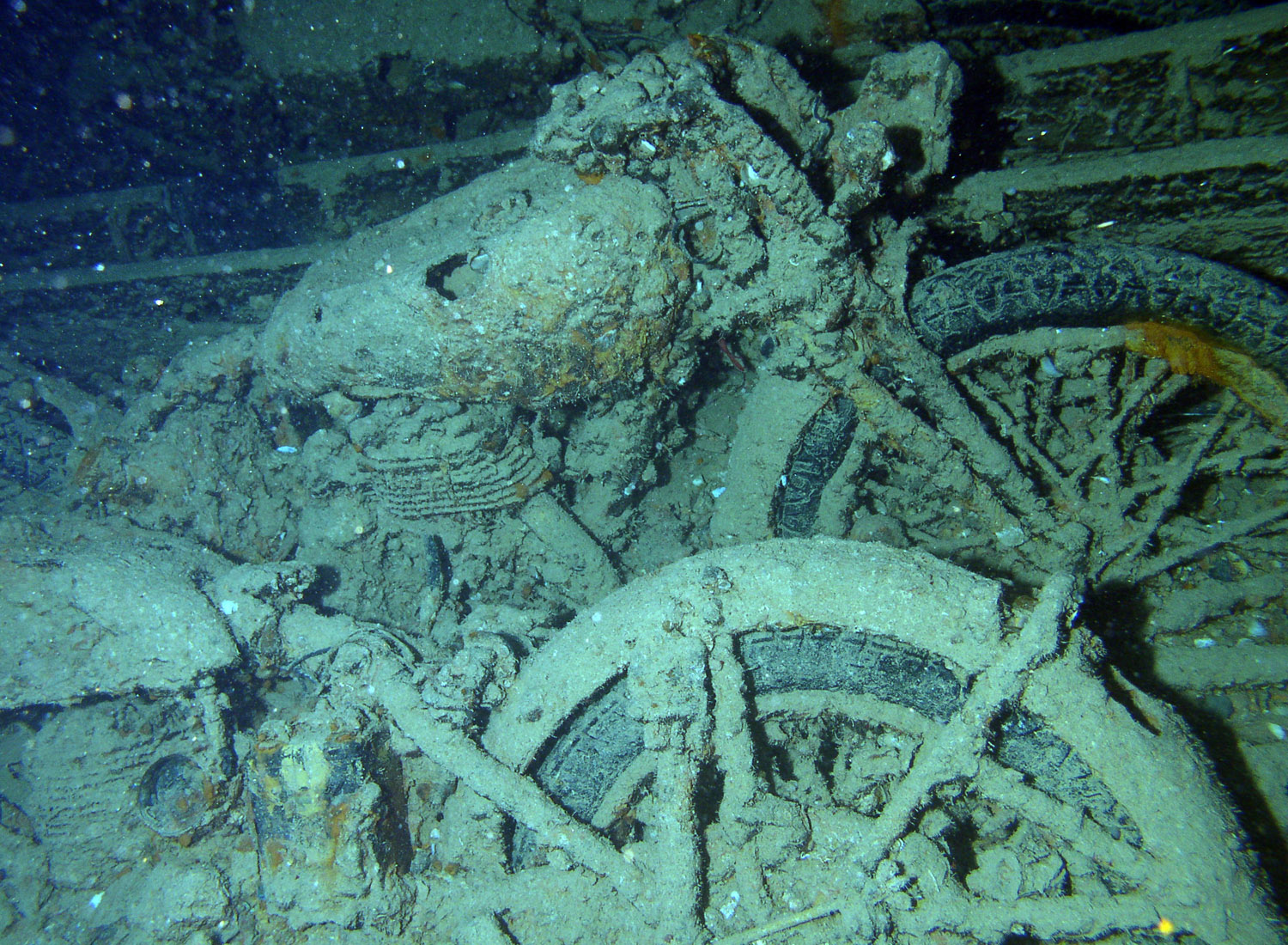
Motocicletes en una de les bodegues de càrrega del derelicte SS Thistlegorm a la mar Roja

Derelictes a la Mediterrània
- Derelicte d'Uluburun
- HMS Victoria
- Naranjito

Derelictes a la mar Roja
- Numidia
- Salem Express
- SS Thistlegorm

Derelictes a l'Atlàntic
- Nuestra Señora de Atocha
- Nuestra Señora de las Mercedes
- SS Andrea Doria
- RMS Lusitania
- RMS Titanic

Derelictes al Pacífic
- San Diego (galió)
- USS Arizona (BB-39)

Derelictes en rius
- Graf Spee